# Christopher Vokes
Christopher Vokes CB, CBE, DSO, CD, irsko-kanadski general, * 13. april 1904, † 27. marec 1985.

## Življenjepis
V letih 1921−25 je študiral na Kraljevem vojaškem kolidžu Kanade; po diplomiranju je postal častnik Kraljevih kanadskih inženircev. Nato pa je še dve leti (1926-27) študiral na Univerzi McGill, kjer je diplomiral iz znanosti. V letih 1934-35 pa je študiral še na Štabnem kolidžu, Camberley v Angliji.
Leta 1943 je bil povišan v brigadirja in bil imenovan za poveljnika 2. kanadske pehotne brigade, s katero se je udeležil invazije na Sicilijo. Naslednje leto je bil povišan v generalmajorja in postavljen za poveljnika 1. kanadske pehotne divizije; slednji je poveljeval med bitko za Ortono, kjer se ni izkazal zaradi neizvirne taktike in frontalnih napadov. Leta 1944 pa je postal poveljnik 4. kanadske oklepne divizije, s katero se je boril v bitki za Hochwald.
Po drugi svetovni vojni (junij 1945 - maj 1946) je bil poveljnik Okupacijske sile Kanadske kopenske vojske v Evropi (Canadian Army Occupation Force in Europe). Po vrnitvi v Kanado je postal poveljnik sprva Centralnega poveljstva, nato pa Zahodnega poveljstva Kanadske kopenske vojske. Upokojil se je leta 1959 in leta 1985 je umrl za rakom.

## Družina
Rodil se je v družini britanskega častnika majorja Fredericka Patricka Vokesa v Armaghu (Irska); družina se je leta 1910 preselila v Kanado, kjer je oče postal predavatelj inženirstva na Kraljevem vojaškem kolidžu Kanade. 
Njegov brat, podpolkovnik Frederick Alexander Vokes, je padel med drugo svetovno vojno v Italiji kot poveljnik 9. kanadskega oklepnega polka.